# Władimir Gołowanow (scenarzysta)
Władimir Antonowicz Gołowanow (ros. Владимир Антонович Голованов; ur. 11 grudnia 1939 w Nowosybirsku, zm. 5 czerwca 2023 w Moskwie) – radziecki i rosyjski scenarzysta, dramaturg i poeta.  
Pisał scenariusze do filmów dokumentalnych, fabularnych i animowanych. Absolwent WGIK.

## Wybrane scenariusze filmowe
- 1968: Film, film, film
- 1980: Dziewczynka i niedźwiedź

## Nagrody i odznaczenia
- Nagroda imienia Wiaczesława Majasowa – za wkład w rozwój Suzdalskiego Festiwalu[2]
- Zasłużony Działacz Sztuk Federacji Rosyjskiej (2002) – za zasługi w dziedzinie sztuki[3]
- Certyfikat honorowy Ministerstwa Kultury Federacji Rosyjskiej (2011) - za wielki wkład w rosyjską animację, wieloletnią owocną pracę oraz w związku z setną rocznicą kina animowanego[4]